# On the beach (nummer van Neil Young)
On the beach is een lied dat werd geschreven door Neil Young. Hij bracht het in 1974 uit op zijn gelijknamige album.

## Inhoud
Met deze titelsong opende hij de tweede kant van zijn elpee. Hij schreef het lied tijdens zijn sombere periode. Aan het begin klinkt: The world is turning, I hope it don't turn away. Vervolgens wordt zijn gemoed niet opgewekter wanneer hij verhaalt dat alle foto's van de muur vallen, terwijl hij ze er de dag van tevoren heeft opgehangen.
In het derde couplet memoreert hij aan een radio-interview waar hij alleen achter de microfoon achterblijft. In het couplet herhaalt hij deze passage nog tweemaal en ertussenin symboliseert hij zijn situatie als (vertaald): Nu leef ik hier op het strand (on the beach), maar de meeuwen zijn buiten bereik. Dit is de enige keer dat hij de titel van het lied zingt.
In het vierde couplet heeft hij het over een busrit met vrienden. Hij volgt de weg, maar weet niet waar die naartoe leidt. Volgens het muziekblad Rolling Stone verwijst dit naar zijn noodlottige reünie met Crosby, Stills, Nash & Young. Aan de tour beleefde hij weinig momenten die hem erbovenop hielpen. Het duurde nog tot aan het eind van het jaar toen hij zijn latere vrouw Pegi Morton ontmoette en zijn leven de goede wending kreeg.
Rondom dit nummer en ook de andere nummers hangt een sfeer van drugsgebruik in combinatie van zelfmedelijden, herkenbaar aan de tijd die Young op dat moment beleefde. De gemeenzame deler van veel recensies is dat het lied autobiografisch is en dat hij het psychisch eenzame Los Angeles achter zich wil laten.

## Uitvoeringen en covers
Hij speelde het nummer enkele malen tijdens optredens in 1974 met Crosby, Stills, Nash & Young. In de decennia erna voerde hij het slechts tweemaal opnieuw op tijdens akoestische optredens, in 1999 in Chicago en in 2003 in Hamburg. In 2014 kwam het nog eens uit in een verzamelbox van acht cd's met de titel Official release series.
In 2019, haalde Young het nummer nog eens boven tijdens zijn concert in het Antwerpse Sportpaleis. Young bracht het nummer samen met zijn begeleidingsband Promise of the Real. Het was de eerste keer in 45 jaar dat On The Beach live met band gespeeld werd.
Er zijn verschillende covers bekend. Zo plaatste de Amerikaanse band The Walkabouts het nummer op de B-kant van hun single Where the deepwater goes (1991). Op albums verschenen versies van bijvoorbeeld Chris & Carla (Shelter for an evening, 1993), Jack Logan (Bulk, 1994), Chris Lee (Sings torch'd songs, charivari hymns & oriki blue-marches, 2001) en The Blues Collective (Panic attack, 2010).